# Geophila pilosa
Geophila pilosa är en måreväxtart som beskrevs av Henry Harold Welch Pearson. Geophila pilosa ingår i släktet Geophila och familjen måreväxter. Inga underarter finns listade i Catalogue of Life.